# Péone
Péone (in italiano, desueto, Peona) è un comune francese di 877 abitanti situato nel dipartimento delle Alpi Marittime della regione della Provenza-Alpi-Costa Azzurra.

## Società

### Evoluzione demografica
Abitanti censiti